# Anne C. Voorhoeve
Anne Charlotte Voorhoeve (* 19. Dezember 1963 in Bad Ems) ist eine deutsche Drehbuchautorin und Schriftstellerin.

## Leben und Wirken
Anne Charlotte Voorhoeve besuchte das Reinhard-und-Max-Mannesmann-Gymnasium in Duisburg. Anschließend studierte sie Politikwissenschaft, Amerikanistik und Alte Geschichte in Mainz. Anschließend arbeitete sie ein Jahr lang als Assistentin an der University of Maryland. Nach dem Volontariat in der Redaktion einer medizinischen Fachzeitschrift arbeitete sie als Verlagslektorin und in der Öffentlichkeitsarbeit. Im Jahr 2000 machte sie sich als Lektorin selbstständig, seit 2005 widmet sie sich ganz dem Schreiben.
Ihr Erstlingswerk Lilly unter den Linden entstand zunächst als Drehbuch und wurde 2002 von der Leipziger Polyphon im Auftrag des MDR und von ARTE verfilmt. Erst zwei Jahre später erschien es als Roman, der 2006 nochmal aufgelegt wurde.
Das Bühnenstück Lilly unter den Linden wurde 2008 durch das Junge Staatstheater Braunschweig uraufgeführt (Regie: Mario Portmann). Weitere Inszenierungen: Grips-Theater Berlin, Junges Staatstheater Eisenach, DasDa Theater Aachen.
Voorhoeve greift in ihren Büchern zeitgeschichtliche Themen auf:
In Lilly unter den Linden schreibt sie über die DDR. Die Geschichte spielt zwar erst 1988, ihre Darstellung der Lebensumstände und politischen Verhältnisse ist aber bis auf wenige Ausnahmen auch für die DDR ab 1961 gültig.
Der Roman Liverpool Street (2007) beschreibt die Erlebnisse des elfjährigen jüdischen Mädchens Ziska aus Berlin, die kurz vor Kriegsanfang mit einem Kindertransport aus Nazi-Deutschland nach London kommt, in einer Pflegefamilie aufwächst und sieben Jahre später vor der schweren Entscheidung steht, zu welcher Familie, welchem Land, welcher Religion sie nun eigentlich gehört.
Der Roman Nanking Road (2013) ist eine Was-wäre-wenn-Geschichte zu Liverpool Street: Dieselben Figuren erfahren wegen eines einzigen nicht gesagten Satzes der Mutter gegenüber der Gestapo ein völlig anderes Schicksal. In diesem Buch reist Ziska nicht allein nach England, sondern flüchtet gemeinsam mit ihren Eltern ins Exil nach Shanghai.
Im Roman Einundzwanzigster Juli (2008) thematisiert Voorhoeve das Attentat vom 20. Juli 1944 auf Hitler und die anschließende Sippenhaft der Familie Stauffenberg.
Im Hörspiel Der weiße Rabe (WDR 2012) wird die Ingenieurin und Pilotin Melitta Gräfin Stauffenberg, die für die Luftwaffe arbeitete und wahrscheinlich Mitwisserin des von ihrem Schwager geplanten Attentats auf Hitler war, in Haft genommen und strengen Verhören unterzogen.
Unterland (2012) ist ein Roman über die Nachkriegszeit in Deutschland. Die Helgoländerin Alice versucht nach der Evakuierung ihrer Insel, mit ihrer Familie im zerstörten Hamburg zu überleben und gleichzeitig die Hoffnung auf die Rückkehr nach Hause nicht aus den Augen zu verlieren.
Der Roman Kascha Nord-Nordost (2015, Neuauflage 2018 unter dem Titel Kascha und der große Schnee) erzählt von der historischen Schneekatastrophe in Nord- und Ostdeutschland 1978/79.
In Voorhoeves erstem Kinderbuch Wir 7 vom Reuterkiez (2016) setzen sich die Bewohner eines von Gentrifizierung bedrohten Kiezes in Berlin-Neukölln mit Erfindungsreichtum gegen einen Investor zur Wehr. Mit Gefährten für immer (2018) kehrt die Autorin zum zeitgeschichtlichen Roman zurück und beschreibt den verzweifelten Versuch ostpreußischer Trakehnerzüchter, ihre Pferde gegen Ende des Zweiten Weltkriegs vor der herannahenden Front zu retten.
Anne C. Voorhoeve lebt in Berlin.

## Werke
- Lilly unter den Linden, 2004

LesePeter Oktober 2004
Bronzener Lufti in der 8. Preisrunde
Auswahlliste Deutscher Jugendliteraturpreis 2005
- Liverpool Street, 2007

Buxtehuder Bulle 2007
Empfehlungsliste Evangelischer Buchpreis 2008
- Einundzwanzigster Juli, 2008

LesePeter Juni 2009
Empfehlungsliste Friedrich-Gerstäcker-Preis 2009
- Unterland, 2012[2]

Die besten 7 Bücher für junge Leser, März 2012
- Nanking Road, 2013

Empfehlungsliste Evangelischer Buchpreis 2014
- Kascha Nord-Nordost, 2015 Empfehlungsliste Gustav-Heinemann-Friedenspreis 2016
- Wir 7 vom Reuterkiez, 2016

Leipziger Lesekompass 2017
- Gefährten für immer, 2018